# 붉은 지붕의 집
⟪붉은 지붕의 집⟫(Les Toits rouges)은 카미유 피사로가 1877년에 그린 그림이다. 인상파 이전의 풍경화는 자연의 아름다운 전개나 커다란 성격을 추구하지만, 인상파의 작품은 마을의 아무것도 아닌, 한쪽 귀퉁이나 농원의 일부 등, 아무 곳에서나 아름다움이나 매력을 찾아 내고 있다. 모네는 흔히 새로운 발견에서 행동한 데 비해 피사로는 발견은 적지만, 작품은 중후한 짜임새로 밀도가 있으며 성실과 따스함이 가득 차 있다.
피사로의 아주 초기의 작품은 프로이센-프랑스 전쟁으로 잃어버렸기 때문에 <붉은 지붕>은 비교적 초기에 해당되지만, 이미 인상파의 화법을 완전히 보여주고 있다. 섬세한 터치에 색채는 잔잔하게 고동치듯 생기를 띠고, 자잘한 빛깔이 서로 융합하여 이른 봄 하루의 농가는 햇빛의 따스함을 그대로 느끼게 한다. 전경(前景)의 풀은 녹색으로 하고, 과수(果樹)의 가지는 부드럽고 태양을 받아 흰 벽이 반사하고 있다. 